# Polokwane (stad)
Polokwane (voorheen Pietersburg) is de hoofdstad van de provincie Limpopo (Noord-Transvaal) in het Zuid-Afrikaanse district Capricorn en tevens de hoofdplaats van de gemeente Polokwane. De officiële naam van de stad is onduidelijk: in 2003 werd de officiële naam van de gemeente gewijzigd van Pietersburg in Polokwane, maar voor de stad zelf is zo'n besluit niet genomen. Toch wordt ook de stad nu algemeen aangeduid als Polokwane.
Pietersburg telt ongeveer 130.000 inwoners en is sinds 23 april 1992 officieel een stad. De plaats is in 1886 gesticht als vervanger van het reeds lang verlaten Schoemansdal (voorheen Zoutpansbergdorp) en werd vernoemd naar de toenmalige commandant-generaal van de Zuid-Afrikaansche Republiek, Piet Joubert.
In het voetbalstadion van Pietersburg, het Peter Mokaba Stadion, werden bij het WK voetbal van 2010 wedstrijden gespeeld.

## Geboren
- Hendrick Ramaala (1972), atleet
- John Smit (1978), rugby-unionspeler